# Monochirus hispidus
El pelut d'alga, la peluda d'aigua o pelaia-palaia del Pacífic (Monochirus hispidus) és un peix teleosti de la família dels soleids i de l'ordre dels pleuronectiformes.

## Hàbitat
Viu als fons sorrencs i fangosos.

## Distribució geogràfica
N'hi ha de les costes de Portugal i de la Mediterrània fins a Ghana.